# Danny Magen
Danny Magen (Hebreeuws: דני מגן) (1919 - Tel Aviv (district), augustus 1996) was een luitenant-kolonel van het Israëlisch defensieleger en de eerste commandant van de Israëlische Militaire Politie.

## Biografie
Magen, was een van de oprichters van Petah Tikva. Op 16-jarige leeftijd trad hij als middelbare scholier toe tot de Hagana-organisatie. Hij werd opgeroepen voor Notrot en diende in Rosh Ha'Ain.
Hij meldde zich vrijwillig bij het Britse leger (1941) en diende als officier. Hij raakte gewond tijdens zijn dienst en na drie maanden ziekenhuisopname werd hij ontslagen uit het ziekenhuis om zich bij de Joodse Brigade te voegen, die in Egypte werd georganiseerd als hoofdeenheid van de militaire politiecompagnie (in het Britse leger was het gebruikelijk om gewonde officieren over te dragen aan de MP).
Na de opheffing van de brigade in 1945 trad hij toe tot het permanente apparaat van de Hagana en diende als veiligheidsverbindingsofficier tussen de veiligheidsinstellingen en de mandaatautoriteiten. Hij woonde in Tiberias en zijn ondergrondse bijnaam was "Gilad". Hij was verantwoordelijk voor de monitoren in het noorden. In 1947 (op 28-jarige leeftijd) werd Magen naar het hoofdkwartier van de IDF geroepen en gevraagd om de militaire politie op te richten. Het trainingsboekje dat hij schreef, was het eerste dat in de IDF werd geschreven.
Eind 1950 ging Magen met pensioen bij de Militaire Politie. In 1951 trok hij zijn uniform uit. Tijdens de Zesdaagse Oorlog werd hij geroepen om als gouverneur van Hebron te dienen.
Na enkele jaren in Zuid-Afrika (1951-3) keerde Danny Magen terug naar Israël om productietechniek te studeren. Magen was de adjunct-directeur van de "Chemicaliën en fosfaten"-fabrieken in de Negev en later de adjunct-directeur van het ministerie van Ontwikkeling onder minister Yosef Almogi en was verantwoordelijk voor een lijst van overheidsbedrijven, waaronder transportfabrieken, chemicaliën, Timna-kopermijnen en meer.
Aan het einde van de jaren 70 kocht Magen "Mabrik Israëlische chemische industrie" - een fabriek die schoenpoets- en polijst- en reinigingsmaterialen produceerde. De fabriek verhuisde naar Mishor Adumim als een gecertificeerde fabriek onder de naam "Mabrik Industries".
Magen stierf in 1996 in zijn huis in Kfar Shmariahu (district Tel-Aviv)